# Sentiero Frassati delle Serre Calabre
Il sentiero Frassati della Calabria è uno dei sentieri italiani dedicati dal Club Alpino Italiano al beato Pier Giorgio Frassati. È un sentiero escursionistico ad anello della durata di 7 ore che percorre il territorio dei comuni di Mongiana e Serra San Bruno in provincia di Vibo Valentia.